# مدیریت مرکز داده
مدیریت مرکز داده یا مدیریت دیتاسنتر(به انگلیسی: Data center management) مجموعه ای از وظایف است که توسط  مسئولین مدیریت عملیات های مداوم یک مرکز داده انجام می شود.این وظایف شامل مدیریت خدمات کسب و کار و برنامه ریزی برای آینده می شود.
از لحاظ تاریخی، مدیریت مرکز داده به عنوان چیزی که توسط کارکنان با کمک مجموعه ابزار های مدیریت زیرساخت مرکز داده (DCIM) انجام می شود مطرح شد.
برای عملیات های داخلی و برون سپاری موافقت‌نامه سطح خدمات باید رعایت شوند تا از در دسترس بودن داده ها اطمینان حاصل شود

## رقابت
مقاله اصلی: هم‌رقابتی
مدیریت مرکز داده یک موضوع مهم و درحال رشد برای شرکت های بزرگ از جمله:دل، گوگل ،اچ پی ،یاهو،آی بی ام و اینتل است که با یک دیگر رقابت و همکاری می کنند و شمار آنها رو به افزایش است
فروشندگان سخت افزار و نرم افزار که تمایل به هم‌رقابتی (همکاری و رقابت) دارند بر روی پروژه هایی نظیر "مدیریت توزیع شده نیرو عملیات "(DMTF) با هدف یادگیری "مدیریت موثرتر با ترکیب لینوکس ، ویندوز و محیط های ابری" کار می کنند
DMFT با یک دهه قدمت لیست شرکت ها در حال رشد است و همچنین شامل شرکت هایی بسیار کوچک تر از مایکروسافت و آی بی ام است.

## تمرکز
از جمله موضوعاتی که در حال حاضر مورد بررسی قرار می گیرند عبارتند از:مقیاس پذیری،ایمن سازی شبکه های مرکز داده،بازیابی از حادثه ، محدودیت های دولتی.
یکی دیگر از حوزه های مهم هزینه مدت از کارافتادگی با در نظر گرفتن نارضایتی مشتریان و ضرر کسب و کار و همچنین هزینه و تاثیر "حیرت انگیز" و در عین حال پنهان در مورد پرسنل و بهره‌وری است.

### مدیریت خدمات کسب و کار
مدیریت خدمات کسب‌و‌کار(BSM) فناوری اطلاعات (IT) را به عنوان بخشی از استراژی سازمانی بزرگ تر در نظر می گیرد و به پر کردن شکاف میان کسب و کار و فناوری اطلاعات کمک می کند
ای بی ام عنوان می کند که مشکلات عمده اغلب در مباحث مبهم به ویژه به دلیل خطاها در رابط کاربری ها و تمرکز بر خطاهای مهم اتفاق می افتد. افزونگی کافی باید اجازه خطا در حوزه های غیر حیاتی را بدهد تا کسب‌و‌کار را از تحت تاثیر قرار گرفتن محافظت کند. BSM که بالاتر از مدیریت خدمات فناوری اطلاعات (ITSM) قرار دارد. یک رویکرد مشتری محور و متمرکز بر کسب و کار را برای مدیریت خدمات ارائه می‌دهد و اهداف کسب‌وکار را با فناوری اطلاعات یا فناوری اطلاعات و  ارتباطات از استراتژی تا عمل همسو می‌کند ابزار هایی که به BSM کمک می کنند شامل: یک زبان مدل‌سازی و یک داشبورد مشترک که در مجموع امکان مشاهده مشکلات قبل از مشتریان کسب و کار را برای کارکنان مرکز داده فراهم می‌کند 

## پیشرفت های جدید تر
مدیریت مرکز داده از راه دور برای کارشناسان خارج از محل، امکان رصد موقعیت هایی که نیاز به مداخله به موقع دارند را با هزینه کمتر نسبت به حضور همیشگی (24/7/365) کارکنان در محل فراهم می‌کند.
در حالی که برخی از الزامات سخت افزاری در محل کاهش یافته،هزینه‌کرد در بخش های دیگر سخت افزار مانند UPS(منبع تغذیه بدون وقفه) ممکن است افزایش یابد.

## مدیریت دارایی مرکز داده
مدیریت دارایی مرکز داده (که مدیریت موجودی نیز نامیده می شود) مجموعه ای از اقدامات تجاری است که عملیات های مالی ،قراردادی و موجودی به جهت پشتیبانی از مدیریت چرخه عمر و تصمیم گیری استراتژیک برای محیط فناوری اطلاعات را پیوند می‌زند. دارایی ها شامل تمام عناصر نرم افزاری و سخت افزاری در محیط کسب‌وکار می‌شود.
مدیریت دارایی فناوری اطلاعات عموما از اتوماسیون برای مدیریت شناسایی دارایی ها استفاده می‌کند بنابراین موجودی را می‌توان با مجوز ها مقایسه نمود مدیریت کامل کسب‌و‌کار دارایی های فناوری اطلاعات به مخزنی از انواع مختلف اطلاعات در مورد دارایی ها و همچنین یکپارچه‌سازی با سیستم های دیگر مانند زنجیره تامین ، میز کمک، سیستم های تدارکات و منابع انسانی و ITSM نیاز دارد.
مدیریت دارایی های سخت افزاری
مدیریت دارایی های سخت افزاری مستلزم مدیریت اجزای فیزیکی رایانه ها و شبکه های رایانه‌ای از خرید تا اسقاط است. شیوه های متداول تجاری شامل فرایند درخواست، تایید، مدیریت تدارکات ،مدیریت چرخه عمر ،استقرار مجدد و مدیریت اسقاط است. یکی از مؤلفه های کلیدی ، جمع آوری اطلاعات مالی در مورد چرخه عمر سخت افزار است که به سازمان در تصمیم‌گیری تجاری بر اساس اهداف مالی معنادار و قابل اندازه‌گیری کمک می‌کند.
مدیریت دارایی های نرم افزاری
مدیریت دارایی نرم افزاری فرآیند مشابهی است که بر دارایی های نرم افزاری از جمله لایسنس تمرکز دارد. استانداردهای این جنبه از مدیریت مرکز داده بخشی از ISO/IEC 19770 است.

## مدیریت زیرساخت مرکز داده
مدیریت زیرساخت مرکز داده (DCIM) ترکیبی از فناوری اطلاعات(IT) و روش های مدیریت تاسیسات برای متمرکز کردن نظارت،مدیریت و برنامه‌ریزی هوشمند ظرفیت سیستم های مرکز داده است. DCIM که از طریق پیاده‌سازی نرم‌افزار ، سخت‌افزار و حسگر های تخصصی به دست آمده است DCIM یک پلتفرم نظارت و مدیریت لحظه به لحظه برای همه سیستم های به هم وابسته در سراسر زیرساخت‌های فناوری اطلاعات و تاسیسات را فراهم می‌کندمحصولات DCIM می توانند به مدیران مرکز داده در شناسایی و حذف منابع ریسک و بهبود در دسترس بودن سیستم های حیاتی فناوری اطلاعات کمک کنند.
آنها همچنین می‌توانند برای شناسایی وابستگی‌های متقابل بین تاسیسات و زیرساخت های فناوری اطلاعات(IT) مورد استفاده قرار گیرند تا مدیر تاسیسات را در مورد شکاف های موجود در افزونگی سیستم آگاه کنند و شاخص های پویا و کلی در مورد مصرف انرژی و کارایی برای اثر بخشی طرح های "فناوری اطلاعات سبز (green IT)" ارائه کنند
شاخص های مهم مرکز داده مسائل در رابطه با موضوعات بهره‌‎وری انرژی ، استفاده از سرورها ،ذخیره سازی و کارکنان هستند را در برمی‌گیرد   در بسیاری از موارد، مقدار زیادی از ظرفیت دیسک ها مورد استفاده قرار نمی‌گیرد و سرورها با کمتر از 20 درصد اجرا می‌شوند. ابزارهای اتوماسیون کاراتر همچنین توانایی بهبود تعداد سرورها یا ماشین های مجازی را که یک مدیر می تواند مدیریت کند، را دارند
ارائه دهندگان DCIM به طور فزاینده ای با ارائه دهندگان دینامیک سیالات محاسباتی (CFD) برای پیش‌بینی الگو های پیچیده جریان هوا در مرکز داده ارتباط برقرار می‌کنند جزء CFD برای تعیین کمیت تاثیر تغییرات برنامه ریزی شده آینده بر انعطاف پذیری ، ظرفیت و کارایی سیستم سرمایش ضروری است

## عملیات ها

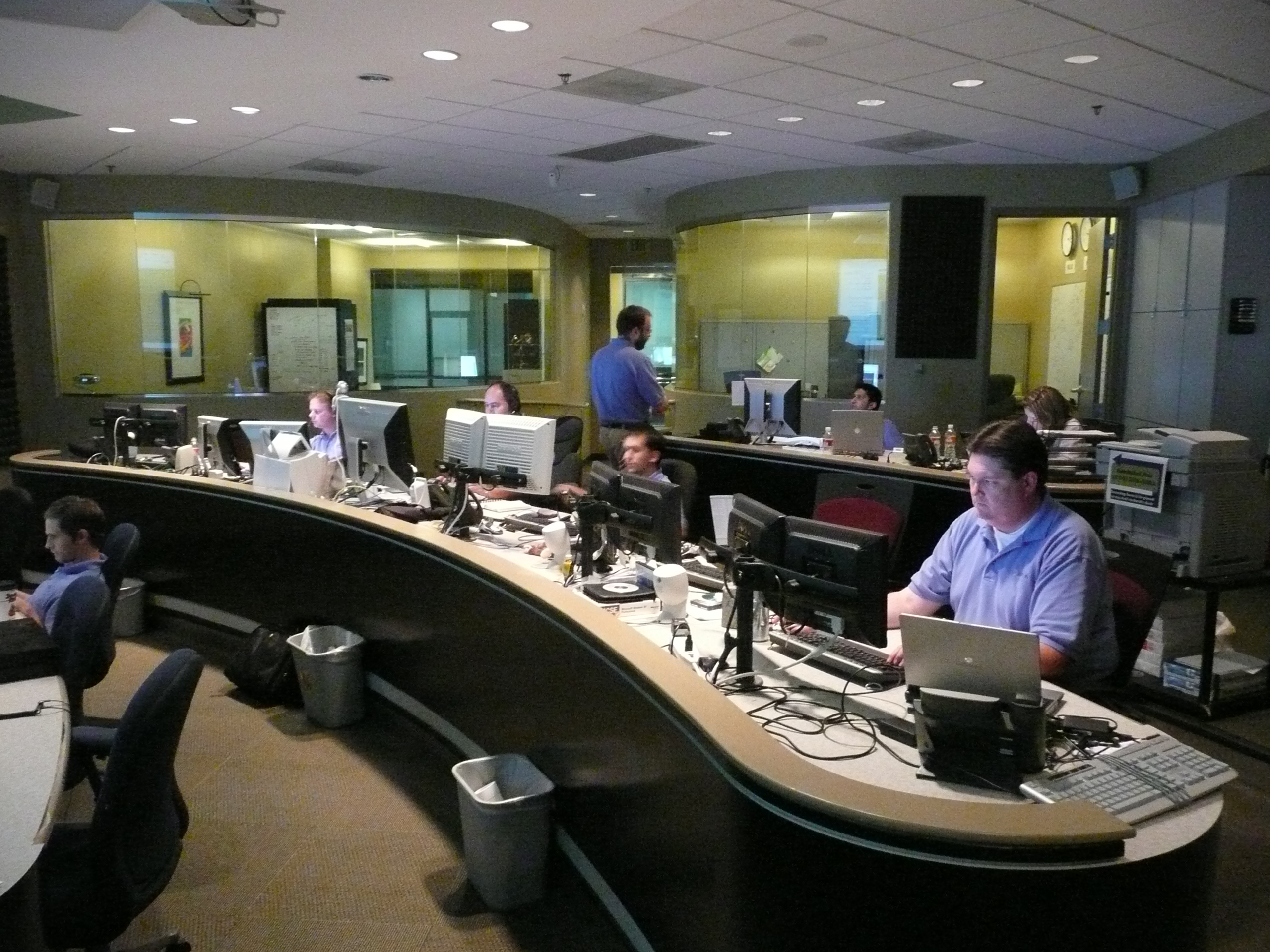
عملیات ها

عملیات های فناوری اطلاعات (ITOPs)،مجموعه ای از کلیه فرایند ها و خدماتی که توسط کارکنان فناوری اطلاعات به مشتریان داخلی یا خارجی ارائه می‌شود و همچنین توسط خود کارکنان برای اداره کسب‌وکار مورد استفاده قرار می‌گیرد.این اصطلاح به کاربرد مدیریت عملیات برای نیاز های فناوری کسب‌وکار اشاره دارد.
کار عملیاتی می‌تواند شامل پاسخ دادن تیکت ها ایجاد شده برای تعمیر و نگهداری یا مشکلات مشتریان باشد. برخی از تیم های عملیاتی متکی بر آمادگی مواجه با حوادث در صورت نیاز در ساعات تعطیل هستند.
با افزایش عملیات های lights out تعداد کمتری از کارکنان در نزدیکی دفتر مرکزی قرار دارند. گارتنر عملیات فناوری اطلاعات را به این صورت تعریف می‌کند:"افراد و فرایند های مدیریتی مرتبط با مدیریت فناوری اطلاعات برای ارائه مجموعه از خدمات با کیفیت مناسب و قیمت های رقابتی برای مشتریان"

## پشتیبانی فنی
میز کمک

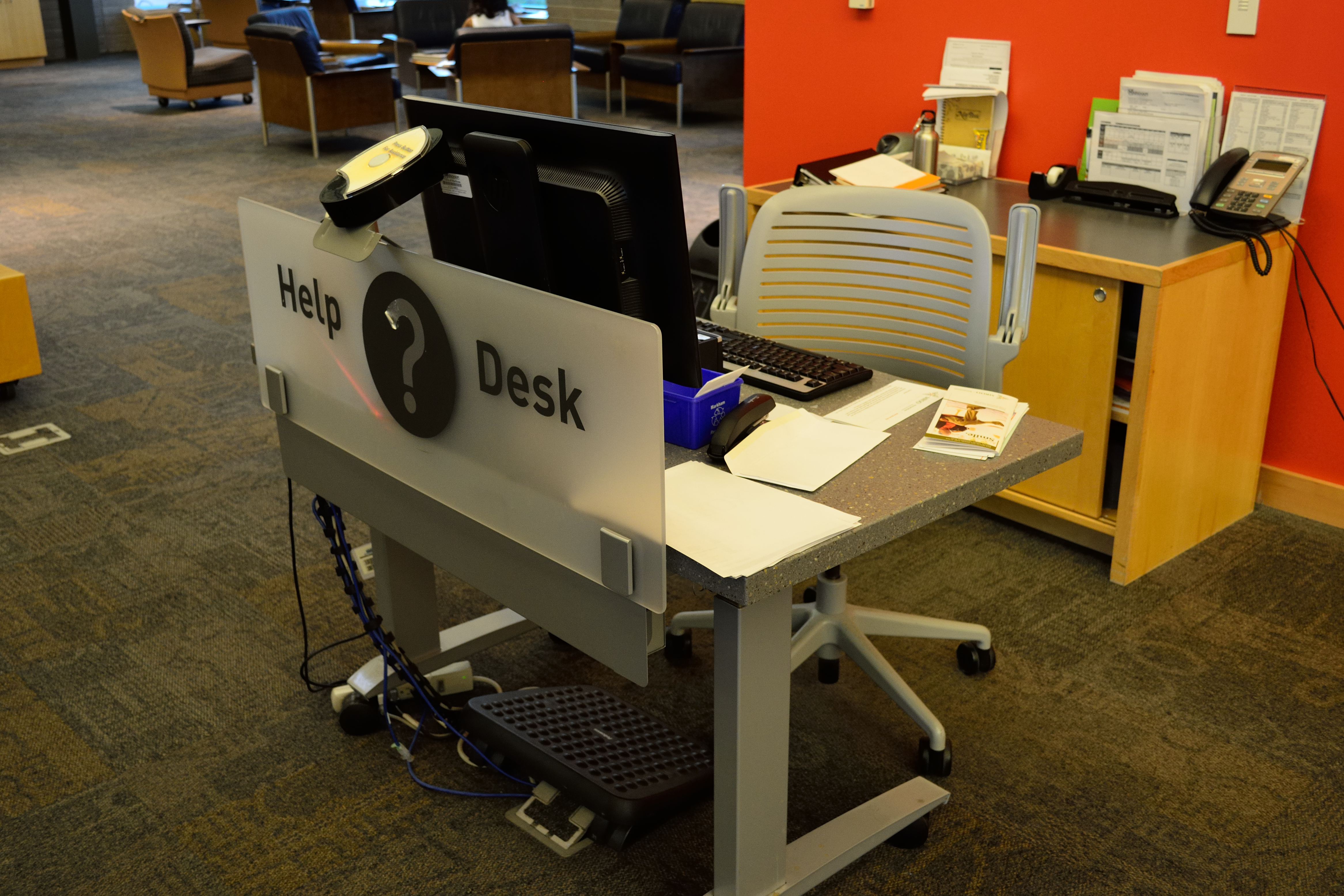
یک میز کمک

پشتیبانی فنی به خدمات اشاره دارد. در داخل یک شرکت به عنوان میزهای کمک نیز شناخته می‌شود به طور معمول ساختار پشتیبانی فنی خود را سه سطحی(بعلاوه دو سطح) سازمان‌دهی می‌کنند:
- سطح 1: میز کمک اولیه_نقطه تماس اولیه از جمله نرم‌افزار باز کردن تیکت مشکل. اطلاعاتی که در اختیار پرسنل قرار می‌گیرد شامل پرسش های متداول و دانش پایه اولیه است
- سطح 2:پشتیبانی فنی عمیق
- سطح 3: پشتیبانی تخصصی محصول و خدمات

سطوح اضافی عبارتند از:
- سطح 0: کمک به خود حل (مشکل توسط خود کاربر)
- سطح 4: پشتیبانی خارجی برای اقلامی که مستقیما توسط سازمان سرویس نمی‌شوند.

دسترسی به سطوح مختلف پشتیبانی از محصولات و خدمات برای کارمندان داخلی و مشتریان شرکتی ،ارائه اطلاعات و عیب‌یابی از طریق کانال های مختلفی مانند شماره های رایگان ،وب‌سایت‌ها پیام رسانی فوری یا ایمیل صورت می‌گیرد 

### میز کمک حرفه‌ای
میز کمک منطبق با ITIL معمولا بخشی از یک واحد میز خدمت بزرگتر است که بخشی از ITSM است .
از آنجایی که تماس‌های تلفنی دریافتی ماهیت تصادفی دارند نرم‌افزار های برنامه ریزی میز‌کمک معمولا با محاسبه Erlang C کار می‌کنند. شرکت هایی که اپلیکیشن اختصاصی دارند ممکن است یک تیم اپلیکیشن برای توسعه نرم‌افزار داخلی داشته باشند. میز کمک ممکن است مشکلاتی مانند رفع اشکال‌ نرم‌افزاری به تیم اپلیکیشن ارجاع دهد. درخواست هایی برای ویژگی‌های جدید یا اطلاعات مربوط به قابلیت‌های نرم افزار داخلی که از طریق میز کمک ارائه می شوند نیز به تیم اپلیکیشن اختصاصی ارجاع داده می‌شود 
کارکنان میز کمک و کارکنان پشتیبانی فناوری اطلاعات(IT) ممکن است همه از یک مکان کار نکنند. با برنامه های دسترسی از راه دور تکنسین‌ها می‌توانند بسیاری از مشکلات میز کمک را از مجل کار دیگری یا خانه‌شان حل کنند. در حالی که هنوز نیاز به پشتیبانی در محل برای همکاری موثر در برخی از مسائل وجود دارد ،پشتیبانی از راه دور انعطاف پذیری بیشتری را فراهم می‌کند

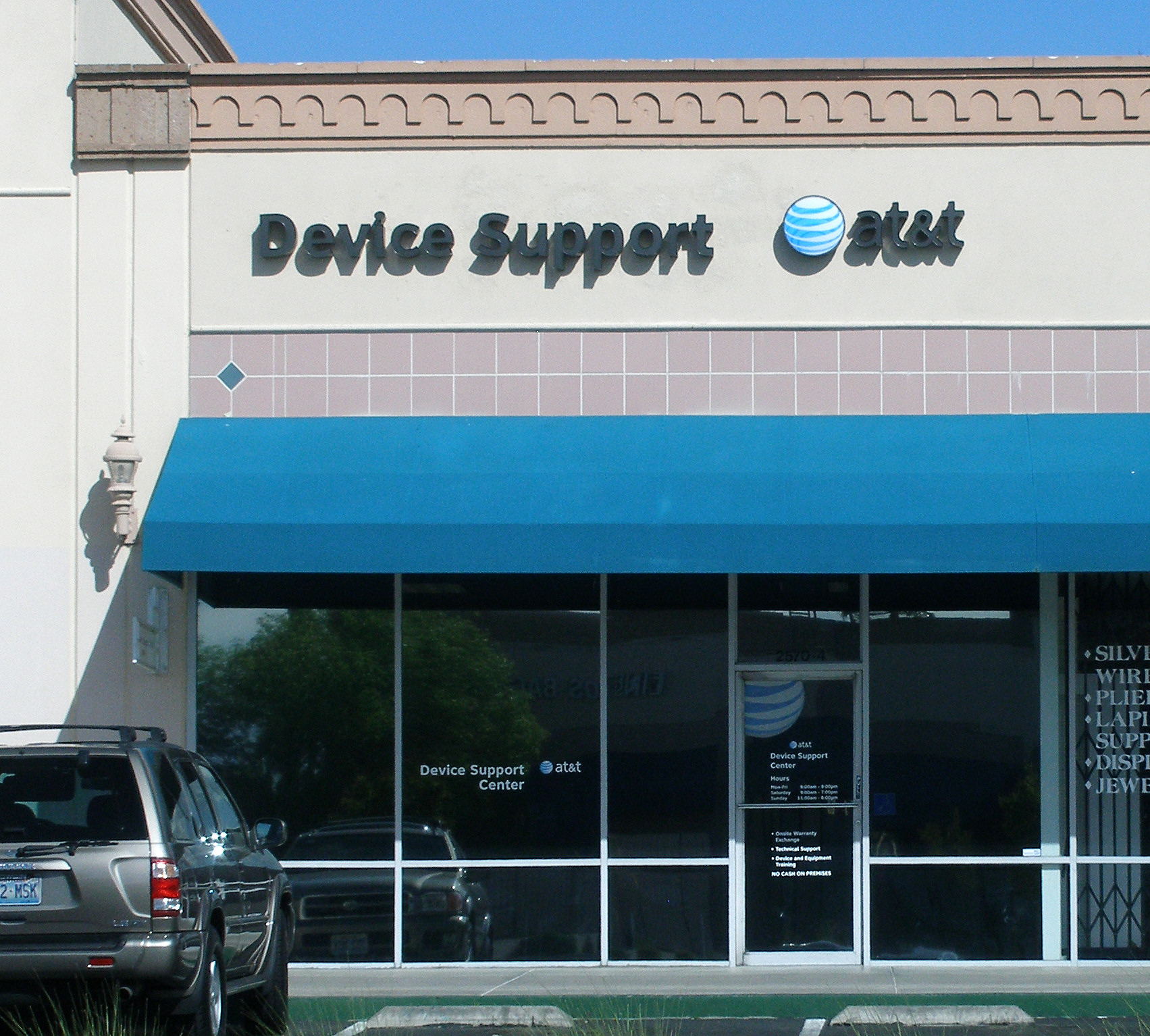
ای‌تی اند تی موبیلیتی قبلا پشتیبانی فنی برای برخی از تلفن همراه های خود را از طریق مراکز پشتیبانی دستگاه ارائه می کرد

برخی شرکت ها و سازمان ها تالار های گفتگو را برای تعامل کاربران محصولات خود ایجاد می‌کنند این تالار های گفتگو برای شرکت ها امکان کاهش هزینه های پشتیبانی ،بدون از دست دادن مزایای بازخورد مشتری، را فراهم می‌کند.
برخی شرکت ها برای خدمات پشتیبانی ممتاز هزینه دریافت می‌کنند.

### برون سپاری پشتیبانی فنی
بسیاری از سازمان ها بخش های پشتیبانی فنی یا مراکز تماس خود را به کشور ها یا مناطقی با هزینه کمتر منتقل کردند. دل یکی از اولین شرکت‌هایی بود که بخش پشتیبانی فنی و خدمات مشتری خود را در سال 2001 به هند برون سپاری کرد اما بعدا مجددا آن را برگرداند. همچنین شرکت های تخصصی ارائه خدمات پشتیبانی فنی به دیگر سازمان ها رشد داشته است.این شرکت ها اغلب  ارائه دهنده خدمات مدیریت شده MSPs نامیده می‌شوند
برای کسب‌وکار هایی که نیاز به ارائه پشتیبانی فنی دارند برون سپاری امکان حفظ دسترسی پذیری بالای خدمات را فراهم می‌کند چنین نیاز هایی ممکن است ناشی از افزایش حجم تماس ها در روز ، دوره های فعالیت زیاد به دلیل معرفی محصولات جدید یا بسته های خدمات تعمیر و نگهداری، یا نیاز به ارائه خدمات سطح بالا به مشتریان با هزینه کم برای کسب‌وکار باشد.این به کسب‌وکار ها اجازه می دهد تا از پرسنل متخصصی که ممکن دانش آنها فراتر از دامنه کسب‌وکار باشد استفاده کنند،بنابراین سطح بالاتری از پشتیبانی فنی برای کارکنان خود فراهم می‌کند

### کلاهبرداری ها
مقاله اصلی به انگلیسی :Technical_support_scam
یک روش کلاهبرداری متداول معمولا به صورت یک تماس سرد است که تماس گیرنده ادعا می کند از بخش پشتیبانی شرکتی مانند ماکروسافت تماس می‌گیرد این تماس های سرد اغلب از مراکز تماس مستقر در هند با کاربران کشور های انگلیسی زبان برقرار می شود،اگرچه کلاهبرداری ها به صورت فزاینده ای در همان کشور انجام می‌شود.کلاهبردار به کاربر دستور می‌دهد تا یک نرم‌افزار کنترل از راه دور رایانه را دانلود کند و پس از اتصال از تکنیک های مهندسی اجتماعی استفاده می‌کند که معمولا مرتبط اجزای ویندوز است تا قربانی را متقاعد کند که باید برای تعمیر کامپیوتر رایانه هزینه کند و سپس اقدام به سرقت از کارت اعتباری قربانی می‌کند

## تعمیر و نگهداری پیشگیرانه
مقاله اصلی: نگهداری پیشگیرانه
تعمیر و نگهداری پیشگیرانه (یا نگهداری پیشگیرانه یا PM) بازرسی برنامه ریزی شده مداوم است که برای شناسایی و تصحیح خرابی های اولیه قبل از وقوع یا تبدیل شدن به مشکلات عمده مانند از کارافتادگی انجام می‌شود

## مدیریت ظرفیت یک مرکز داده

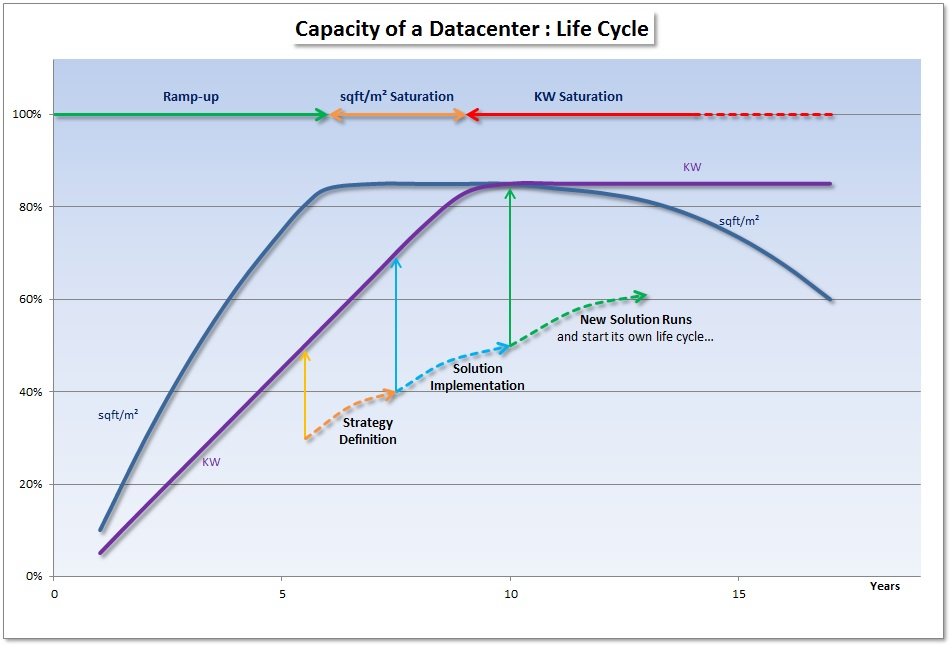
ظرفیت یک مرکز داده _ چرخه حیات

با افزایش استفاده از رایانش ابری و چیزی که "عصر ظرفیت نامحدود" نامیده می‌شود. هنوز نیاز به برنامه ریزان حرفه‌ای ظرفیت مرکز داده وجود دارد
لازم است بدانیم چه چیزی در چه زمانی مورد نیاز خواهد بود داده ها در خصوص مصرف انرژی ، توان محاسباتی، ذخیره سازی داده ها و شبکه/ارتباطات به طور مداوم جمع آوری شوند برنامه ریزی ها باید شامل سرمایش مورد نیاز و  فضای مورد نیاز باشند
گاهی اوقات می توان تجزیه و تحلیل این داده ها و مقایسه با عرف صنعت را برون سپاری کرد
تعادل میان تمرکز بر جمع‌ آوری داده و یا تجزیه و تحلیل داده ها بستگی به سطح فعلی استفاده از ظرفیت دارد: قبل از 50 درصد ،تمرکز بیشتر بر روی جمع آوری داده ها باشد. در سطح بیش از 75 درصد ،تمرکز باید بر تجزیه و تحلیل به منظور آماده شدن برای ارتقا، جایگزینی و توسعه باشد. مرکز داده برای خود یک منبع اطلاعات است

## مراکز داده و خدمات دهندگان برتر
طبق جدول امتیازات Cloudscene برای سه ماهه اول 2018 اپراتور های مرکز داده براساس تراکم مرکز داده (مجموع مراکز داده اداره شده ) و همچنین تعداد خدمات ارائه شده در تاسیسات رتبه بندی می‌شوند اراده دهندگان خدمات ابری بر اساس  اتصال (تعداد کل PoP ها) برای منطقه رتبه بندی می‌شوند برگزیده ای از بیش از 6000 سرویس دهنده،به صورت زیر است:
برترین اپراتورهای مرکز داده در سراسر جهان سه ماهه اول 2018:
| رتبه | آمریکای شمالی          | اروپا خاورمیانه و آفریقا(EMEA) | اقیانوسیه           | آسیا                             |
| ---- | ---------------------- | ------------------------------ | ------------------- | -------------------------------- |
| 1    | اکوئینیکس              | اکوئینیکس                      | اکوئینیکس           | اکوئینیکس                        |
| 2    | دیجیتال ریلتی          | اینترکشن                       | NextDC              | Global Switch                    |
| 3    | کورسایت                | Telehouse                      | ووکوس               | ان‌تی‌تی کامیونیکیشنز              |
| 4    | گروه زایو              | Digital Realty                 | Global Switch       | GPX Global Systems               |
| 5    | Level 3 Communications | Global Switch                  | YourDC              | ST Telemedia Global Data Centres |
| 6    | Cologix                | Level 3 Communications         | Macquarie Telecom   | Netmagic Solutions               |
| 7    | Cyxtera                | itconic                        | iseek               | AIMS                             |
| 8    | TierPoint              | Colt Technology Services       | Interactive         | Digital Realty                   |
| 9    | Netrality Properties   | Nikhef                         | Datacom             | تلسترا                           |
| 10   | QTS Realty Trust       | Orange Business Services       | Data Centre Limited | OneAsia Network                  |

برترین سرویس دهندگان در سراسر جهان سه ماهه اول 2018:
| ربته | آمریکای شمالی          | اروپا خاورمیانه و آفریقا(EMEA) | اقیانوسیه            | آسیا                     |
| ---- | ---------------------- | ------------------------------ | -------------------- | ------------------------ |
| 1    | گروه زایو              | Colt Technology Services       | تلسترا               | Colt Technology Services |
| 2    | Level 3 Communications | EuNetworks                     | Vocus Communications | PCCW Solutions           |
| 3    | ورایزن کامیونیکیشنز    | Cogent Communications          | PIPE Networks        | Tata Communications      |
| 4    | کرون کستل              | گروه زایو                      | Optus                | PCCW Global              |
| 5    | ای‌تی‌اندتی              | Level 3 Communications         | NextGen Group        | تلسترا                   |
| 6    | کوجنت                  | گروه بی‌تی                      | AAPT                 | ان‌تی‌تی کامیونیکیشنز      |
| 7    | سنچری‌لینک              | Interoute                      | Megaport             | Superloop                |
| 8    | XO Communications      | ورایزن کامیونیکیشنز            | Superloop            | Zenlayer                 |
| 9    | کامکست                 | Orange Business Services       | Zencross Connect     | China Telecom            |
| 10   | TW Telecom             | NL-IX                          | Uecomm               | سینگ‌تل                   |